# Ясківка
Ясківка (Petrochelidon) — рід горобцеподібних птахів родини ластівкових (Hirundinidae). Представники цього роду мешкають в Америці, Африці, Азії і Австралії.

## Види
Виділяють десять видів:
- Ясківка білолоба (Petrochelidon pyrrhonota)
- Ясківка печерна (Petrochelidon fulva)
- Ясківка еквадорська (Petrochelidon rufocollaris)
- Ясківка червоноброва (Petrochelidon preussi)
- Ясківка червоногорла (Petrochelidon rufigula)
- Ясківка червономорська (Petrochelidon perdita)
- Ясківка південна (Petrochelidon spilodera)
- Ясківка індійська (Petrochelidon fluvicola)
- Ясківка тасманійська (Petrochelidon ariel)
- Ясківка лісова (Petrochelidon nigricans)

## Етимологія
Наукова назва роду Petrochelidon походить від сполучення слів дав.-гр. πετρα — скеля, кліф і χελιδων — ластівка.